# فيليب جيسوب
فيليب جيساب (بالإنجليزية: Philip Jessup)‏ هو أستاذ جامعي ومحامي ودبلوماسي وقاضي أمريكي، ولد في 5 يناير 1897 في نيويورك في الولايات المتحدة، وتوفي بنفس المكان في 31 يناير 1986.

## وصلات خارجية
- فيليب جيسوب على موقع مونزينجر (الألمانية)